# Sarnico
Sarnico é uma comuna italiana da região da Lombardia, província de Bérgamo, com cerca de 5.693 habitantes. Estende-se por uma área de 6 km², tendo uma densidade populacional de 949 hab/km². Faz fronteira com Adrara San Martino, Iseo (BS), Paratico (BS), Predore, Viadanica, Villongo.

## Demografia
| Variação demográfica do município entre 1861 e 2011                               |
|                                                                                   |
| Fonte: Istituto Nazionale di Statistica (ISTAT) - Elaboração gráfica da Wikipedia |